# Sidi Mbaïrika Ould Mohammed
Sidi conegut com a Sidi Mbaïrika Ould Mohammed, fou emir de Trarza, fill i successor el setembre de 1860 del seu pare Mohammed Al-Habib. El seu nom era Sidi, i era anomenat Mbaïrika o Mubayrika del nom de la seva mare Mbaïrika (Mubayrika) Ment Omaïr, filla del xeic dels Oulad Ahmed ben Daman. Després de venjar al seu pare fou reconegut immediatament com a emir per tota la tribu.
Sidi va tenir relacions excel·lents amb els francesos si bé des d'octubre de 1860 es va oposar al seu establiment a l'illa d'Arguin però no de manera violenta sinó simplement per conservar els seus drets en la recaptació de l'impost de la horma als pescadors Immaguen i només exigia una compensació en peces de Guinea. La seva política va tenir el suport dels Oulad Ahmed ben Daman i va actuar unit amb el seu germà Ali Diombot Ould Mohammed (junts intentaven mantenir allunyats als seus germanastres fills de Fatma) i amb el seu amic, Sidi Ahmed Ould Brahim Khalil. Els Oulad Daman en canvi sostenien als set fills de Fatma i Mohammed Al-Habib. La divisió va retornar entre les dues fraccions dels Oulad Daman i Oulad Ahmed ben Daman. Des de 1864 alguns malcontents van oferir al governador francès destronar a l'emir.
El seu regnat va tenir pocs conflictes bel·lics; va tenir un conflicte amb l'emir de Brakna Sidi Eli II Ould Ahmeddou I però per medicació del Chems (xeic) dels Ida Ou Al-Hadj, Mohammeddoun Fal, a petició de Louis Faidherbe, es va restablir la pau (setembre de 1864).
El seu visir, Khayaroum, fill de Mokhtar Sidi, el visir de l'emir Mohammed Al-Habib, dels Oulad Bou Sba, es va deixar subornar per les ofertes d'Ahmed Saloum, el fill gran dels set fills de Fatma i una nit de juliol de 1871 va introduir als conjurats (Ahmed i altres germans) al campament de l'emir. Sidi fou sorprès mentre dormia i fou mort pels conspiradors. El seu amic i conseller Sid Ahmed ould Brahim Khalil va ser mort al mateix temps a una tenda veïna. Sidi va deixar una reputació de justícia i lleialtat; la seva fracció aportava la meitat dels guerrers trarzas i per això el seu campament era anomenat "la tenda de la meitat".
Ahmed Salum I Ould Mohammed fou proclamat emir.